# Гірський Ліван (провінція)
Гірський Ліван (араб. جبل لبنان - Джебель Любнан) — одна з провінцій Лівану. Адміністративний центр провінції (мохафази) — Баабда. Переважна більшість населення — мароніти, православні та греко-католики (мелькіти). Є значна кількість ісмаїлітів.

## Райони
Провінція поділяється на 6 районів:
- Алей
- Баабда
- Джебейль
- Кесерван
- Матн
- Шуф

| Ліван | Це незавершена стаття з географії Лівану. Ви можете допомогти проєкту, виправивши або дописавши її. |